# Principiul neagresiunii
Principiul neagresiunii (numit și axioma neagresiunii) este o poziție etică care afirmă că agresivitatea⁠(d) este în mod inerent un lucru rău. În acest context, „agresiunea” este definită ca inițierea sau amenințarea cu orice interferență forțată cu un individ sau cu proprietatea acestuia.
Spre deosebire de pacifism, principiul neagresiunii nu interzice apărarea. Principiul neagresiunii este considerat de unii a fi un principiu definitoriu al libertarianismului drepturilor naturale⁠(d).